# Saison 5 de New York, police judiciaire
Chronologie
Saison 4 Saison 6
La cinquième saison de New York, police judiciaire, série télévisée américaine, est constituée de vingt-trois épisodes, diffusée du 21 septembre 1994 au 24 mai 1995 sur NBC.
C'est à partir de cette saison que Jack McCoy apparaît comme substitut du procureur et y restera de manière continue (comme substitut puis comme procureur) durant 19 saisons (en 2024).

## Distribution

### Acteurs principaux
- Jerry Orbach : détective Lennie Briscoe
- Chris Noth : détective Mike Logan
- S. Epatha Merkerson : lieutenant Anita Van Buren
- Sam Waterston : premier substitut du procureur Jack McCoy
- Jill Hennessy : substitut du procureur Claire Kincaid
- Steven Hill : procureur Adam Schiff
- Carolyn McCormick : Dr. Elizabeth Olivet
- Dann Florek : capitaine Don Cragen

## Épisodes

### Épisode 1:Deuxième avis
- États-Unis : 21 septembre 1994 sur NBC

### Épisode 2:Le Coma
- États-Unis : 28 septembre 1994 sur NBC

### Épisode 3:Le Bamboo bleu
- États-Unis : 5 octobre 1994 sur NBC

### Épisode 4:Valeurs familiales
- États-Unis : 12 octobre 1994 sur NBC

### Épisode 5:Compagnons d'armes
- États-Unis : 19 octobre 1994 sur NBC

### Épisode 6:La Bavure
- États-Unis : 2 novembre 1994 sur NBC

### Épisode 7:Des bébés si précieux
- États-Unis : 9 novembre 1994 sur NBC

### Épisode 8:Pleins pouvoirs
- États-Unis : 23 novembre 1994 sur NBC

### Épisode 9:Les Escrocs
- États-Unis : 30 novembre 1994 sur NBC

### Épisode 10:L’Étau
- États-Unis : 4 janvier 1995 sur NBC

### Épisode 11:L'Ange gardien
- États-Unis : 11 janvier 1995 sur NBC

### Épisode 12:Fanatisme
- États-Unis : 25 janvier 1995 sur NBC

### Épisode 13:Fureur noire
- États-Unis : 1er février 1995 sur NBC

### Épisode 14:L'Esprit de clan
- États-Unis : 8 février 1995 sur NBC

### Épisode 15:La Semence
- États-Unis : 15 février 1995 sur NBC

### Épisode 16:Génération Violence
- États-Unis : 15 mars 1995 sur NBC

### Épisode 17:La Main de Dieu
- États-Unis : 22 mars 1995 sur NBC

### Épisode 18:Dans les brumes du secret
- États-Unis : 5 avril 1995 sur NBC

### Épisode 19:La Mort en silence
- États-Unis : 19 avril 1995 sur NBC

### Épisode 20:Mauvaise foi
- États-Unis : 26 avril 1995 sur NBC

### Épisode 21:Médaillon de guerre
- États-Unis : 3 mai 1995 sur NBC

### Épisode 22:La Transition
- États-Unis : 17 mai 1995 sur NBC

### Épisode 23:Amour propre
- États-Unis : 24 mai 1995 sur NBC